# Viechtach
Viechtach est une ville de Bavière (Allemagne), située dans l'arrondissement de Regen, dans le district de Basse-Bavière.